# The Damned (pel·lícula de 2013)
The Damned, també coneguda com Gallows Hill, és una pel·lícula de terror estatunidenca de 2013 dirigida per  Víctor García. La pel·lícula és protagonitzada per Peter Facinelli, Sophia Myles, Nathalia Ramos i Carolina Guerra. Mostra una família i un grup d'amics encallats en una tempesta i buscant refugi en una casa habitada per una antiga presència maligna. La pel·lícula va ser produïda per Peter Block, Andrea Chung i David Higgins, i és una producció conjunta colombiana-estatunidenca. La pel·lícula es va estrenar al XLVI Festival Internacional de Cinema Fantàstic de Catalunya el 17 d'octubre de 2014. i es va publicar el vídeo sota demanda el 25 de juliol de 2014, abans d'una estrena limitada per IFC Midnight el 29 d'agost de 2014. La pel·lícula va rebre crítiques generalment negatives.

## Argument
El fotògraf estatunidenc David Reynolds i la seva promesa britànica Lauren van a Colòmbia per persuadir la filla adolescent de David, Jill, perquè torni als Estats Units perquè pugui assistir al seu casament. La troben amb l'antiga cunyada del David, la Gina, una reportera de televisió, i el càmera de la Gina, Ramón, amb qui la Jill està sortint. Enfadada perquè el seu pare tingui intenció de casar-se després de la mort de la seva mare Marcela, la Jill es nega a assistir al casament. Després que David insisteixi que no es pot quedar a Colòmbia, ella respon que ha deixat el seu passaport a una ciutat propera. La Jill convida en Ramón a venir amb ells per recuperar el seu passaport, cosa que molesta David.
En el camí, es troben amb el capità Morales, que els avisa que tornen enrere, ja que les carreteres del davant s'han inundat. Després de marxar, la Gina descarta les seves preocupacions i els aconsella que continuïn, ja que coneix bé els camins. Un cop a la tempesta, però, es perden i perden el control del cotxe. Una onada empeny el cotxe fora de la carretera i, entre altres ferides lleus, Lauren es trenca dues de les costelles en l'accident resultant. Deixant el cotxe, es troben amb una fonda remota el propietari de la qual, Felipe, els diu que està tancat i que busquin ajuda a la ciutat. Les seves ferides el convencen de deixar-los entrar, però ell els avisa que no surtin del vestíbul.
David i Felipe surten a buscar llenya. Mentre la Jill i el Ramón passegen per la fonda per trobar un bany, la Jill escolta una noia que demana ajuda en espanyol. S'amaguen quan senten tornar en Felipe i el veuen comprova la porta d'un soterrani abans que els altres la calmin. Quan la Jill i el Ramón revisen el soterrani, troben l'Ana Maria, la filla del Felipe, tancada en una caixa. En Felipe els enfronta amb ràbia amb un rifle, però David els salva noquejant Felipe. David deixa sortir a Ana Maria de l'àrea i lliga Felipe. L'Ana Maria no parla gaire i, quan en Felipe recupera la consciència, només els diu que tots moriran. L’emmordassen i busquen un cotxe o un telèfon que funcioni, sense èxit.
Aviat sospiten quan descobreixen que la fonda no té clients des de 1978, Felipe té una fotografia d'Ana Maria de fa dècades i la capsa està tallada amb símbols ocults. Ana Maria es burla de Felipe dient-li que matarà a tothom. Quan s'allibera, es talla els canells i corre cap a ella amb un ganivet. Ramón, que abans va agafar el rifle de Felipe, li dispara i el mata. Quan la Gina i l'Ana Maria se separen de les altres per parlar, arriba el capità Morales i demana veure en Felipe. Quan expliquen que l'havien de matar en defensa pròpia, Morales els ordena a punta de pistola que entrin a la caixa. David entra breument a la caixa, però precipita Morales i el desarma.
Morales revela que Ana Maria és una bruja, una bruixa espanyola. Pot fer-se càrrec del cos de qualsevol que mati i serà el seu amfitrió actual. Felipe la va tancar fa gairebé 40 anys després que la seva filla fos posseïda. La bruixa coneix els secrets de tothom i els utilitza per sembrar discòrdia i animar la gent a matar-la, perquè pugui habitar la persona més forta. La Gina mata l'Ana Maria després d'amenaçar amb revelar l'avortament de la Gina, i Ramón mata la bruixa (Gina) quan revela que és un assassí en sèrie que depreda dones joves. Morales els anima a ferir la bruixa (Ramón) en lloc de matar-la, però Lauren mata en Ramón accidentalment. La bruixa (Lauren) els burla revelant que en David va desactivar el suport vital de la Marcela sense dir-ho a la Jill.
Després de portar a Lauren de tornada a casa, en David insisteix que troben una manera de curar-la, però Morales diu que no és possible. La bruixa s'allibera de Lauren, mata Morales i promet deixar viure a la Jill si David se sacrifica, ja que la bruixa no vol habitar el cos ferit de Lauren. David inicialment es nega, però, després que la bruixa se li aparegui com a Marcela i es desfigura, accepta. Abans que David pugui sacrificar-se, la Jill mata la bruixa. Superat pel dolor, David tanca Jill (ara posseïda) a la caixa.

## Repartiment
- Peter Facinelli com a David Reynolds
- Sophia Myles com a Lauren
- Nathalia Ramos com a Jill Reynolds
- Carolina Guerra com a Gina
- Sebastián Martínez com a Ramón
- Julieta Salazar com Ana Maria
- Juan Pablo Gamboa com el capità Morales
- Gustavo Angarita com a Felipe
- Tatiana Renteria com Marcela Reynolds

## Llançament
La pel·lícula es va estrenar el 17 d'octubre de 2013, al XLVI Festival Internacional de Cinema Fantàstic de Catalunya. el febrer de 2014 es va anunciar que IFC Films havia adquirit els drets de distribució de la pel·lícula als Estats Units. La pel·lícula es va estrenar a Colòmbia el 20 de juny de 2014, com a Encerrada. La pel·lícula es va estrenar als Estats Units el 25 de juliol de 2014, en vídeo a la carta abans d'una estrena limitada el 29 d'agost de 2014, per IFC Midnight una divisió d'IFC Films. La pel·lícula es va estrenar a Alemanya  en Blu-ray i DVD el 4 de desembre de 2014.

## Recepció
Rotten Tomatoes, un agregador de ressenyes, informa que el 8% dels dotze crítics enquestats li van donar una crítica positiva; la valoració mitjana és de 3,46/10. Metacritic l'ha puntuat 39/100 en funció de sis ressenyes. Maitland McDonagh de Film Journal International afirma que la pel·lícula "podria trobar un nínxol com a part d'una possessió-ató de Halloween, però per si sola no hi ha gaire cosa". Elizabeth Weitzman del New York Daily News atorga a la pel·lícula 2 de 5 estrelles, afirmant que "un bon rendiment no espanta els espectadors en aquest a útil, però horripilant, pel·lícula de terror", mentre que Jeannette Catsoulis de The New York Times descriu la pel·lícula com a "vòmit sagnant, un fetus fantasmal i un terrible servei d'habitacions". Frank Scheck de The Hollywood Reporter la va anomenar "un exemple millor que la mitjana del seu gènere sobrecarregat". Gary Goldstein de Los Angeles Times va escriure que el guió fa que la pel·lícula sigui "més risible que aterridora".